# Мельниковка (Черкасская область)

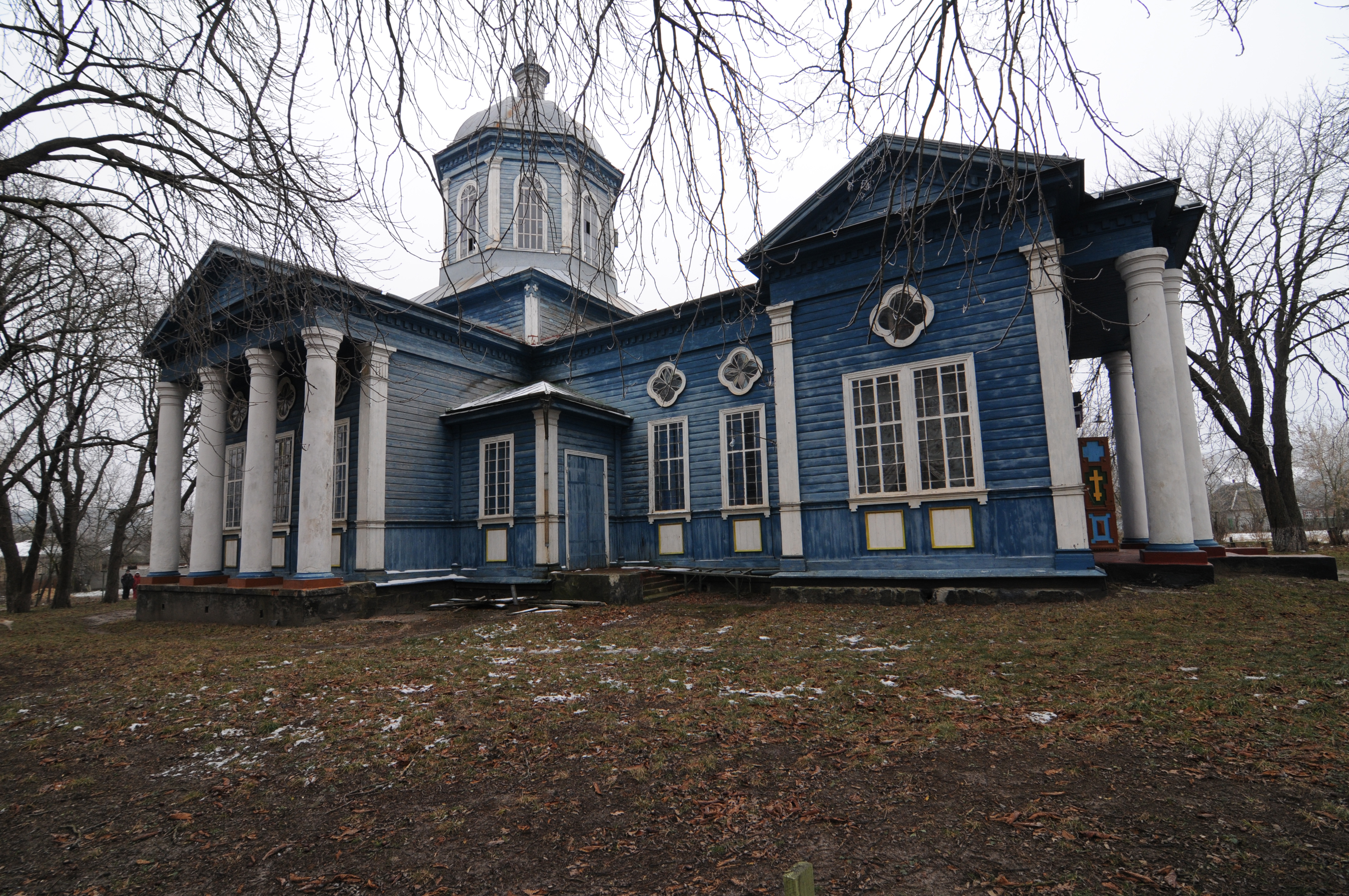
Церковь Покрова Богородицы

Мельниковка (укр. Мельниківка) — село в Смелянском районе Черкасской области Украины.
Население по состоянию на 2012 год составляет 605 человек. Почтовый индекс — 20728. Телефонный код — 4733.

## Местный совет
20758, Черкасская обл., Смелянский р-н, с. Мельниковка, ул. Центральная, 4